# Lou Tsioropoulos
Louis Charles Tsioropoulos, detto Lou (Lynn, 31 agosto 1930 – Louisville, 22 agosto 2015), è stato un cestista statunitense, professionista nella NBA.

## Carriera
Venne selezionato dai Boston Celtics al settimo giro del Draft NBA 1953 (56ª scelta assoluta).

## Palmarès
- Campione NCAA (1951)
- Campionato NBA: 2

Boston Celtics: 1957, 1959